# Liste der gambischen Botschafter beim Heiligen Stuhl
Die Liste der gambischen Botschafter beim Heiligen Stuhl bietet einen Überblick über die Leiter der gambischen diplomatischen Vertretung beim Heiligen Stuhl.
Die Aufnahme von Diplomatischen Beziehungen zwischen Gambia und dem Heiligen Stuhl erfolgte 1979, wobei der erste gambische Botschafter Alhaji Baboucarr Semega-Janneh war. Es handelt sich hierbei um einen nicht-residierenden Botschaftsposten.
| Amtszeit  | Name                                | Anmerkung       |
| --------- | ----------------------------------- | --------------- |
| 1979–1980 | Baboucarr Semega-Janneh (1910–2002) | Botschafter     |
| 1980–1982 | Omar A. Secka                       | Geschäftsträger |
| 1982–1983 | Abdullah Mamadou Kalifa Bojang      | Botschafter     |
| 1983–1984 | Almad Tijan Sallah                  | Geschäftsträger |
| 1984–1987 | Sam Sarr (1921–2006)                | Botschafter     |
| 1988–1991 | Horace R. Monday, Jr. (1933–1991)   | Botschafter     |
| 1992–1995 | Mohammadou N. Bobb                  | Botschafter     |
| 1998–2000 | John P. Bojang († 2011)             | Botschafter     |
| 2001–2006 | Gibril Seman Joof                   | Botschafter     |
| 2007–2018 | Elizabeth Ya Eli Harding (* 1956)   | Botschafterin   |
| 2018–2022 | Francis René Blain (1943–2022)      | Botschafter     |
| 2023 –    | Fatou Bensouda (* 1961)             | Botschafterin   |